# Combate nas Trevas
Combate nas Trevas - A Esquerda Brasileira: das ilusões perdidas a luta armada é um livro escrito por Jacob Gorender, historiador marxista-leninista, ex-integrante do Partido Comunista Brasileiro (PCB) e fundador do Partido Comunista Brasileiro Revolucionário (PCBR).
Ex-pracinha da FEB, que lutou na Itália durante a II Guerra Mundial, Gorender integrou a luta armada durante a ditadura militar que se instalou no Brasil entre 1964 a 1985, quando foi preso e torturado.
Combate nas Trevas, publicado pela primeira vez em 1987, após pesquisas iniciadas pelo autor em 1979, após a Lei da Anistia, traz um grande trabalho de pesquisa e testemunho pessoal do autor sobre os fatos ocorridos entre os grupos da esquerda brasileira, desde a época pré-1964 até o começo dos anos 70, quando a guerrilha urbana foi dizimada pela repressão do Estado.
É um dos livros que narra de maneira mais detalhada os violentos embates ocorridos entre grupos guerrilheiros como a ALN (Ação Libertadora Nacional) e VPR (Vanguarda Popular Revolucionária) e as forças militares e policiais da repressão política durante os Anos de Chumbo, contando também com vários depoimentos de participantes dos fatos ocorridos.
Narra e também trás à luz sobre a morte, por engano, de um Major Alemão chamado Otto Maximilian em 1968 que estava fazendo intercambio no Brasil na época da Ditadura Militar. O Alvo não era ele, era um Capitão Boliviano que comandou as forças Bolivianas que capturou e matou o Guerrilheiro Che Guevara na Bolivia, e que também estava fazendo intercâmbio no Brasil. O Grupo Comando de Libertação Nacional(COLINA) queria vingar Che. E Major Alemão esse que, depois de 51 anos de sua morte 1 de Julho de 2019, foi homenageado pelo Exército Brasileiro causando polêmica. 
Contudo, há falhas na edição. Na página 192, o autor cita a morte de Ari da Rocha Miranda como tendo sido alvejado por engano durante um assalto à agência do Banco Nacional no bairro paulistano da Lapa, em junho de 1973, por Eduardo Collen Leite (o Bacuri). Ocorre que Leite, único militante de codinome Bacuri conhecido durante a ditadura, morreu em 8 de dezembro de 1970, portanto, dois anos e meio antes do evento.[carece de fontes?]